# Laguna Alalay
Laguna Alalay är en sjö i Bolivia.   Den ligger i departementet Cochabamba, i den centrala delen av landet, 200 km nordväst om huvudstaden Sucre. Laguna Alalay ligger 2 576 meter över havet.
Trakten runt Laguna Alalay består i huvudsak av gräsmarker. Runt Laguna Alalay är det tätbefolkat, med 459 invånare per kvadratkilometer.